# Coranismo

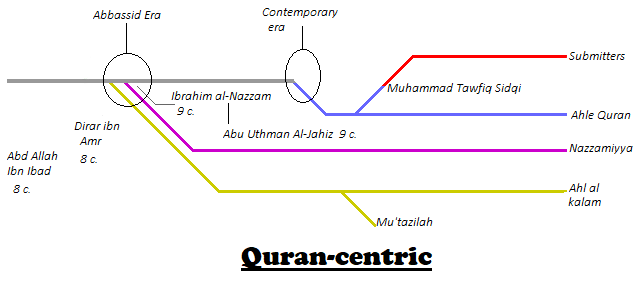
Historia de la coranismo

El coranismo o Quran Alone es una denominación musulmana que sostiene que el Corán es el único texto sagrado en el islam. Los coranistas rechazan la autoridad religiosa de los hadices y de la sunnah del profeta (sino que aceptan la sunnah De Dios, que fue entregada a Abraham), que fueron reunidos y compilados por estudiosos musulmanes siglos después de la muerte del Profeta Mahoma, y son narrativas de lo que el profeta supuestamente dijo o hizo durante su vida, que los musulmanes tradicionales consideran fundamentales para la fe islámica.
La extensión del rechazo de los coranistas hacia los hadices varia, pero los grupos más establecidos han criticado la autoridad de los mismos a través de muchas razones: alegan que en el Corán no figura ninguna mención de los hadices como fuente de la teología islámica, y que no fueron anotados ni reunidos de forma escrita hasta más de dos siglos después de la muerte del profeta. También argumentan sobre presuntos errores y contradicciones internas entre los hadices y el Corán, y entre los hadices mismos. Al no haber ningún conjunto de doctrinas objetivas para los coranistas, suelen utilizar la ijtihad y el kalam a la hora de interpretar textos sagrados.

## Fundamentos
Los coranistas se consideran a sí mismos seguidores del Islam original, considerando desviaciones la teología sunita desarrollada a partir del siglo X y la teología chiita desarrollado después de la muerte de Husayn hijo de Alí en 680. 
Existen movimientos liberales dentro de la teología coranista que interpretan el islam como "un sistema de creencias comprometidos con los valores liberales de un mundo democrático", oponiéndose enfáticamente a cualquier norma basada en el radicalismo y la intolerancia.
La mayoría de los coranistas aceptan el Corán en árabe utilizado por otros musulmanes, sin embargo son críticos a la mayoría de las traducciones ortodoxas de otros grupos musulmanes , ya que contienen innovaciones evidentes y errores de traducción que se consideran un intento de adaptarse a ciertas ideologías, muchas de ellas oscurantistas o rigoristas. Se critica que algunos coranes están repletos de comentarios entre paréntesis sobre la base de la sunna a lo largo de las aleyas para llevar al lector a interpretar el Corán según la visión de los traductores, estos comentarios entre paréntesis están ausentes en el Corán original en árabe. Los comentarios son escasos entre las traducciones coranistas" .
Algunos musulmanes coranistas han sugerido que la prohibición original contra el Hadiz llevó al Siglo de Oro del Islam, ya que el Corán fue capaz de defenderse ante el pensamiento crítico e inquisitivo, y los musulmanes fueron educados de esta manera a ser curiosos y a buscar respuestas a cada dilema. 
Umar ibn al-Jattab, fue uno de los primeros oponentes acérrimo de los hadices. Existen numerosos testimonios de la prohibición del hadiz por parte de este califa. 
Syed Ahmed Khan (1817-1898) es considerado el fundador del movimiento coranista dentro del Islam, conocido por su aplicación de la "ciencia racional" para el estudio del Corán y el Hadith. Su conclusión fue que los hadices no son jurídicamente vinculantes para los musulmanes. Su estudiante, Ali Chiragh fue más allá, sugiriendo que todos los hadices eran invenciones. 
En respuesta a las críticas de los sunnitas, los coranistas señalan que las sentencias de Mahoma se basan únicamente en el Corán y que los Hadices y la Sunna verdadera sería redundante debido a su relación con el Corán.

## Diferencias con los musulmanes ortodoxos
- Cuando hacen la shahada los coranistas dicen lâ ilâha illallâh (no hay mas dios que Ala) en lugar de lâ ilâha illallâh, Muḥammadun rasûlullâh (no hay mas dios que Ala, y Mahoma es su profeta), o también Lâ ilâha illallâh, Muḥammadur rasûlullâh, wa Ali unwali Allah (no hay mas dios que Ala, Mahoma es su profeta, y Ali es su regente) como hacen los sunníes y los chiíes, respectivamente.
- Una mujer musulmana que se halle en estado de menstruación puede rezar, entrar en una mezquita y tocar un Corán, puesto que el Corán solo menciona como prohibición para las mujeres que estén menstruando el mantener relaciones sexuales, o el casarse con un hombre nuevo antes de que hayan pasado tres ciclos menstruales desde que dejó a su antiguo marido. El Corán no hace ninguna otra referencia con respecto a prohibiciones relacionadas con la menstruación.
- Puesto que el Corán solo menciona tres rezos por nombre, muchos coranistas rezan como los chiíes, tan solo tres veces al día; algunos, no obstante, rezan cinco veces como los sunníes. Por otro lado, los coranistas no rezan la Tarawih.
- Mientras que en la sunnah se menciona que los musulmanes deben de dar el 2,5% de su riqueza a obras de caridad, los coranistas donan la cantidad que ellos decidan conveniente, puesto que el Corán no establece ningún límite o cantidad establecido para ser donado.
- La circuncisión, ya sea masculina o femenina (en forma de la ablación de clítoris) no tiene lugar en la teología coranista.
- Los musulmanes ortodoxos son animados a vestirse de la manera en la que el Profeta Muhammad y sus mujeres lo hacían. Los coranistas, por otro lado, no consideran que la ropa juegue un papel importante en su teología, mientras el individuo se vista de una manera modesta, de acuerdo al Corán. Por ejemplo, los hiyabs o las barbas no son necesarios.
- Los coranistas no creen que el hecho de que una mujer amamante a un niño lo convierta en familiar de la misma.
- Los coranistas no creen en la existencia del Mahdi o dajjal, puesto que no son mencionados en el Corán.
- Los coranistas pueden comer comida producida por judíos o cristianos.
- Los coranistas no tocan la piedra negra de la kaaba.
- A diferencia de los sunníes y los chiíes, creen que la esclavitud no es permitida y nunca lo fue. También afirman que los sunníes y chiíes interpretron mal la frase "ma malakat aymanukum" para justificar la esclavitud y el concubinage, dos conceptos totalmente inacceptables en la creéncia coranista.
- Los coranistan interpretan la "guerra santa" como una guerra defensiva. Es decir, una guerra, sólo es "santa" cuando los musulmanes se vean amenazados en su propio terreno. Por lo tanto, para los coranistas la "guerra santa" no se refiere a una guerra ofensiva contra países o comunidades no-musulmanas.
- Los coranistan rechazan la interpretación de las promesas de Alá en el Corán. Es decir, para ellos el Paraíso será un lugar habitado por los buenos musulmanes, cristianos y judíos, lleno de árboles con frutas de todo tipo y lujos de más. En la creéncia coranista, no existe el concepto de hurí, pues los coranistas creen que Alá describe a frutas en el Corán en vez de mujeres. (Para más información sobre está interpretación, leer http://free-minds.org/companions-heaven).
- Los coranistas rechazan también la érronea interpretación del Corán de los sunníes y chiíes que permite a los hombres pegar a sus esposas. Indicando que en el Corán la palabra "idrib" significa "separar" en vez de "pegar".
- A diferencia de los sunníes y chiíes, un musulmán o musulmana puede contraer matrimonio con un/a cristiano/a o judío/a.
- Rechazan la pena de muerte para la apostasía, para los practicantes de brujería, y para aquellos que mantengan relaciones homosexuales.